# Walter Salles

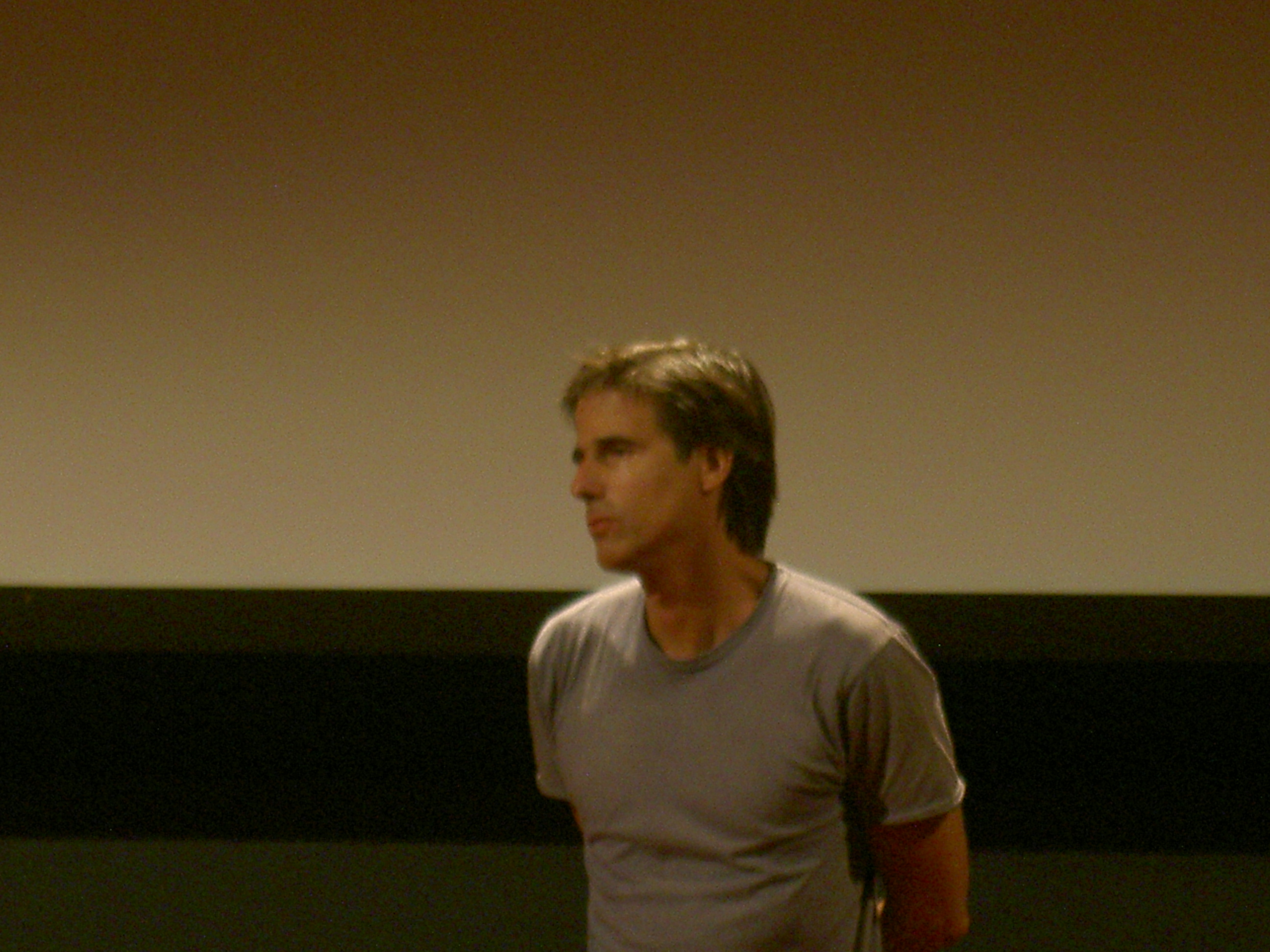
Salles en 2005

Walter Moreira Salles Jr. (Río de Janeiro, 12 de abril de 1956) es un director de cine brasileño.

## Carrera
Es hijo del fallecido embajador y banquero Walter Moreira Salles, y copropietario del banco brasileño Unibanco. Estudió economía en la Pontificia Universidad Católica en Río de Janeiro (PUC-RJ), y una maestría en comunicación audiovisual en la Universidad de California.
Se caracteriza por recurrir a temas como el exilio y la búsqueda de identidad en sus películas. Adquirió notoriedad después de su película Terra Estrangeira (1995), película premiada en Brasil como mejor filme del año. Posteriormente comenzó a coleccionar nominaciones y premios internacionalmente. Entre otros, ha recibido un Oscar a la Mejor Película Internacional y ha ganado el Oso de Oro en el Festival Internacional de Cine de Berlín, el Globo de Oro, el Ariel de Plata en México, el Cóndor de Plata en Argentina, el premio BAFTA en el Reino Unido y el premio del público en el Festival de San Sebastián en España. Estación central fue nominada además al Óscar a la mejor película extranjera en 1998.

## Filmografía
- Aún estoy aquí (2024)
- On the Road (2011)
- Linha de Passe (2008)
- To Each His Own Cinema (segmento "A 8 944 km de Cannes" (2007)
- Paris, je t'aime (segmento "Loin du 16e") (2006)
- Dark Water (La huella, Agua turbia) (2005)
- Diarios de motocicleta (2004)
- Castanha e caju contra o encouraçado Titanic (cortometraje) (2002)
- Abril despedaçado (Abril despedazado, Detrás del sol) (2001)
- Adão ou somos todos filhos da terra (cortometraje) (1999)
- O primeiro dia (El primer día) (1998)
- Central do Brasil (Estación central de Brasil) (1998) - ganó 55 premios internacionales y fue nominada al premio Óscar
- Terra estrangeira (Tierra extranjera) (1995)
- Socorro Nobre (cortometraje) (1995)
- A grande arte (1991)
- Chico ou o país da delicadeza perdida (1989)
- Franz Krajcberg: O poeta dos vestígios (1987)
- Japão, uma viagem no tempo: Kurosawa, pintor de imagens (1986)

## Premios y nominaciones
Walter Salles ha recibido 39 premios y 16 nominaciones, entre los que destacan:
Premios BAFTA
| Año  | Categoría                          | Trabajo nominado       | Resultado |
| ---- | ---------------------------------- | ---------------------- | --------- |
| 1999 | Mejor película de habla no inglesa | Central do Brasil      | Ganadora  |
| 2005 | Mejor película de habla no inglesa | Diarios de motocicleta | Ganadora  |
| 2002 | Mejor película de habla no inglesa | Abril despedaçado      | Nominada  |

Premios César
| Año  | Categoría                 | Trabajo nominado       | Resultado |
| ---- | ------------------------- | ---------------------- | --------- |
| 2005 | Mejor película extranjera | Diarios de motocicleta | Nominada  |
| 1999 | Mejor película extranjera | Central do Brasil      | Nominada  |

Festival Internacional de Cine de Berlín
| Año  | Categoría                   | Trabajo nominado  | Resultado |
| ---- | --------------------------- | ----------------- | --------- |
| 1998 | Oso de oro                  | Central do Brasil | Ganadora  |
| 1998 | Premio del jurado ecuménico | Abril despedaçado | Ganadora  |

Festival de cine de Cannes
| Año  | Categoría                   | Trabajo nominado       | Resultado |
| ---- | --------------------------- | ---------------------- | --------- |
| 2008 | Palma de Oro                | Linha de Passe         | Nominada  |
| 2004 | Premio François Chalais     | Diarios de motocicleta | Ganadora  |
| 2004 | Premio del jurado ecuménico | Diarios de motocicleta | Ganadora  |
| 2004 | Palma de Oro                | Diarios de motocicleta | Nominada  |

Festival Internacional de Cine de San Sebastián
| Año  | Categoría                | Trabajo nominado           | Resultado |
| ---- | ------------------------ | -------------------------- | --------- |
| 1998 | Premio Perla del Público | Estación central de Brasil | Ganadora  |
| 1998 | Premio de la Juventud    | Estación central de Brasil | Ganadora  |
| 2004 | Premio TCM del Público   | Diarios de motocicleta     | Ganadora  |

Premios Óscar
| Año  | Categoría                    | Trabajo nominado | Resultado |
| ---- | ---------------------------- | ---------------- | --------- |
| 2025 | Mejor Película Internacional | Aún estoy aquí   | Ganadora  |